# ADATS

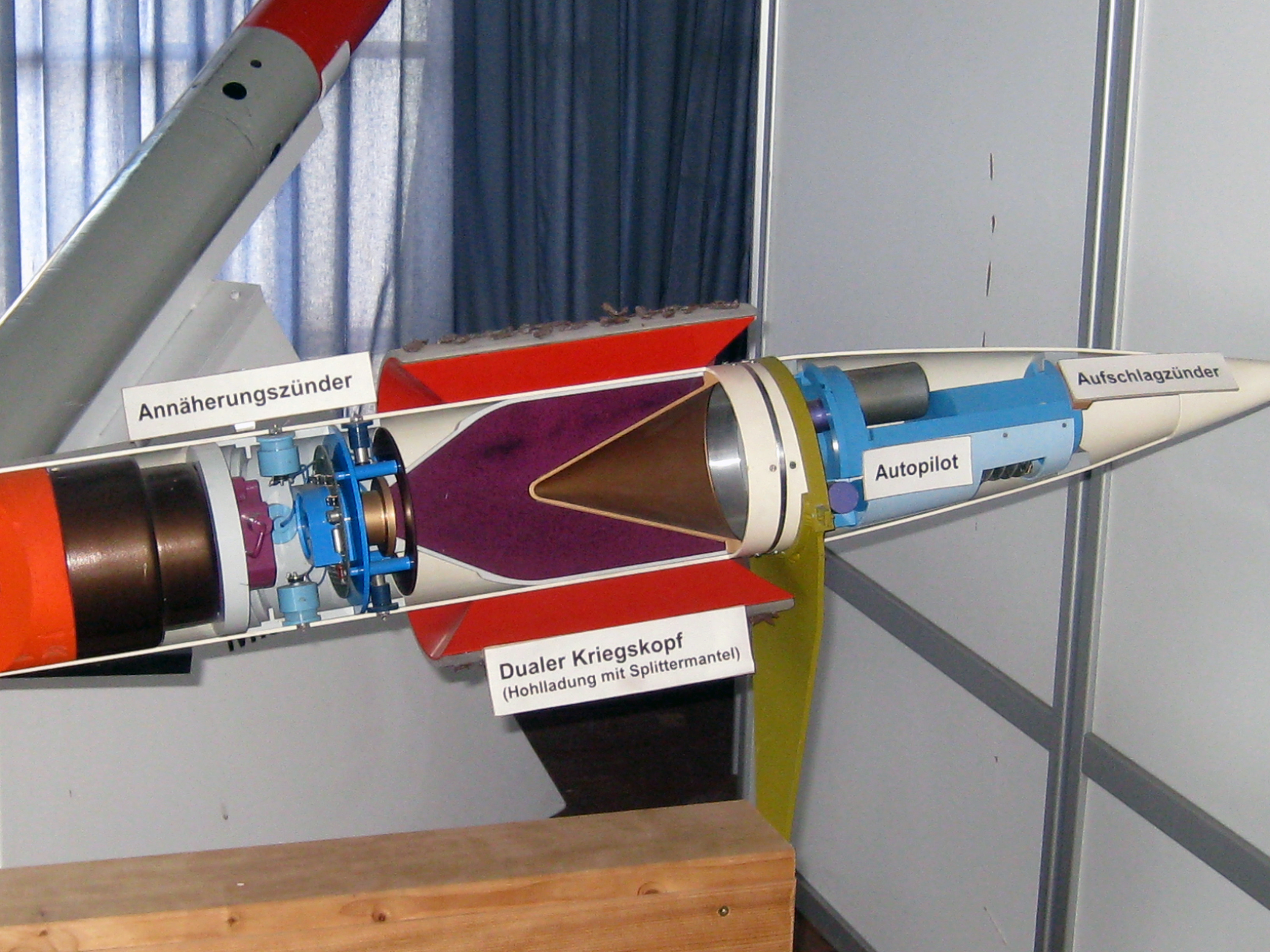
Modell einer ADATS-Lenkwaffe

ADATS ist ein mobiles, allwetterfähiges Kurzstrecken-Lenkwaffensystem, das sowohl Luft- als auch Bodenziele bekämpfen kann. ADATS steht für Air-Defense and Anti-Tank System.

## Entwicklung
In den frühen 1980er-Jahren begann der Schweizer Rüstungskonzern Oerlikon-Contraves mit der Entwicklung des Systems. Die Entwicklung der Lenkwaffe erfolgte bei Martin Marietta in den USA. Das System erreichte die Serienreife im Jahre 1988. ADATS war bei seiner Indienststellung das weltweit erste Lenkwaffensystem, das gleichermaßen Boden- und Luftziele bekämpfen konnte.
ADATS wurde von der US-Armee zur Beschaffung ausgewählt und bekam dort die provisorische Typenbezeichnung XMIM-146 ADATS. Anfang der 1990er-Jahre wurde mit dem Ende des Kalten Kriegs die Beschaffung gestoppt.

## Technik
Das System besteht aus einem kompakten Waffenturm, einer Sensoreneinheit mit einer Radaranlage sowie zwei Vierfach-Werferrohren für die Lenkwaffen. Die gesamte Anlage kann auf verschiedenen Fahrzeugen, wie dem M113 und dem M2/M3 Bradley installiert werden. Ebenso existiert eine Variante, die in einem Containerkomplex installiert ist. Die Zielerfassung und -verfolgung kann wahlweise mit Radar, TV, Infrarot (FLIR) oder Restlichtverstärker erfolgen. Die Lenkwaffenführung erfolgt mittels eines kodierten CO2-Lasers, der von der Bodenstation auf das Heck der Lenkwaffe ausgerichtet wird (Leitstrahllenkung). Durch dessen Codierung kann die Lenkwaffe ihre Lage bezüglich der Laserstrahlmitte ermitteln und gegebenenfalls Korrekturen vornehmen. Um das Ziel zu treffen, wird die Sichtlinie des Zielverfolgungsgerätes mit dem Laserleitstrahl in Deckung gehalten bzw. gebracht.
Beim Boden-Luft-Einsatz eignet es sich zur Bekämpfung von Kampfflugzeugen, Hubschraubern und Marschflugkörpern. Beim Boden-Boden-Einsatz können Kampfpanzer und andere Fahrzeuge sowie verbunkerte Stellungen bekämpft werden. Bei der Bekämpfung von Kampfpanzern haben die Lenkwaffen eine Durchschlagsleistung von 900 mm Panzerstahl.

## Status
Das ADATS wurde der Schweiz sowie den USA zum Kauf angeboten. Von beiden Staaten wurde das System getestet. Schlussendlich beschaffte aber keiner der beiden Staaten das System. Exporte gingen an die folgenden Staaten:
- Kanada 36 Systeme
- Thailand 2 Systeme
- Vereinigte Arabische Emirate 15 Systeme